# HMS Norfolk (78)
La HMS Norfolk è stata un incrociatore della Classe County, tipo Dorsetshire, della Royal Navy. Venne impostata nel luglio 1927 a Govan, presso i cantieri Fairfield e varata il 12 dicembre 1928. Entrò in servizio il 30 aprile 1930.

## Servizio
Nel settembre 1931, prese parte a una protesta degli equipaggi successivamente chiamata ammutinamento di Invergordon. Successivamente servì con la Home Fleet fino al 1932, quando venne trasferita nell'area di operazioni America e Indie Occidentali, dove rimase fino al 1934. Tra il 1935 e il 1939 servì invece nelle Indie Orientali prima di essere ammodernata nello stesso anno, trovandosi quindi in cantiere al momento dello scoppio della Seconda guerra mondiale.
Appena terminati i lavori la Norfolk entrò nel 18º Squadrone Incrociatori della Home Fleet e partecipò alla caccia agli incrociatori da battaglia tedeschi Gneisenau e Sharnhorst, oltre che all'Admiral Scheer.
In seguito a queste operazioni entrò in cantiere a Belfast per riparazioni, essendo rimasta danneggiata dalla vicina esplosione di un siluro lanciato dal sottomarino tedesco U-47, responsabile dell'affondamento della nave da battaglia HMS Royal Oak. Poco dopo rimase danneggiata da una bomba durante un attacco aereo e venne nuovamente costretta ad entrare in cantiere, questa volta al Clyde. Appena finite le riparazioni, venne equipaggiata con il radar presso i cantieri del Tyne.
Nel dicembre 1940 venne trasferita nell'Atlantico meridionale con compiti di protezione di navi mercantili, operando dalla base di Freetown come parte della Forza K. Inoltre partecipò alla caccia all'Admiral Scheer e, nel gennaio 1941, alla corsara Kormoran. Dal febbraio seguente partecipò alle scorte a vari convogli in Atlantico, ma nel mese di maggio ritornò nelle acque del Nord Atlantico, nei pressi dell'Islanda. Proprio in questa zona, mentre era di pattuglia, la Norfolk fu la seconda nave a vedere la Bismarck dopo la Suffolk e partecipò quindi alla caccia alla nave tedesca, insieme alle navi da battaglia Rodney e King George V fino all'affondamento della corazzata tedesca. Da settembre venne impiegata come scorta per i difficili convogli artici diretti in Unione Sovietica. La nave faceva parte della scorta al convoglio denominato JW55B quando si scontrò con la Sharnhorst, colpendola tre volte e costringendola a ritirarsi favorendone il successivo affondamento da parte della Duke of York e della sua scorta.
Nello scontro rimase danneggiata e venne riparata nei cantieri del Tyne, rimanendo quindi esclusa dalle grandi operazioni collegate allo Sbarco in Normandia.
Il 12 gennaio 1945, insieme all'incrociatore leggero Bellona e ai cacciatorpediniere Onslow, Orwell e Onslaught intercettò un convoglio tedesco al largo di Egersund. Vennero affondati i mercantili tedeschi Bahia Camarones e Charlotte, oltre al posamine M 273.

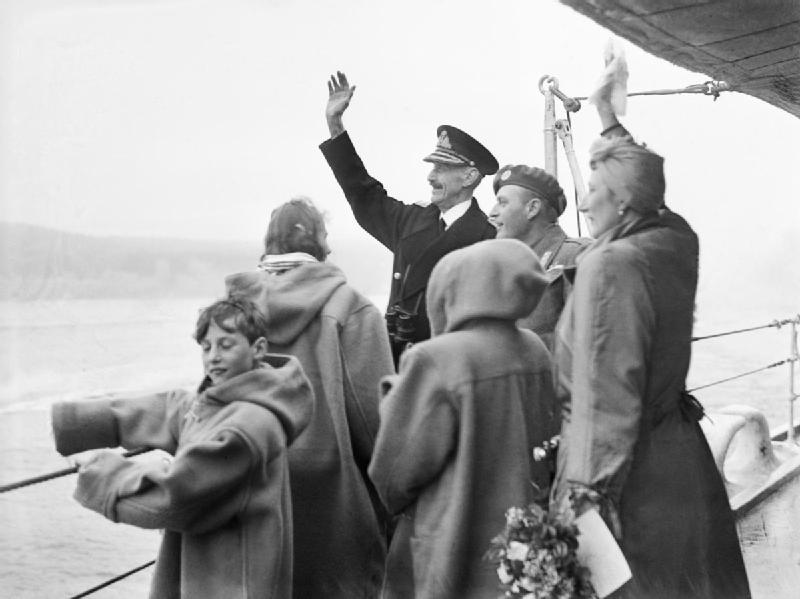
La famiglia reale norvegese a bordo della Norfolk saluta la folla durante l'arrivo a Oslo

Alla fine del conflitto la Norfolk lasciò Plymouth per un riaddobbo radicale a Malta, dopo aver trasportato la famiglia reale norvegese di ritorno a Oslo dopo l'esilio a Londra durato cinque anni. Successivamente, venne trasferita nelle Indie Orientali come ammiraglia del Comandante in Capo del settore.
Nel 1949 tornò in Gran Bretagna e venne trasferita nella riserva. Venne venduta per essere demolita il 3 gennaio 1950. Il 14 febbraio successivo partì per Newport, dove giunse cinque giorni dopo, a conclusione di 22 anni di servizio, costellati di numerosi riconoscimenti.